# Dominique Pinon
Dominique Pinon (Saumur, 4 marzo 1955) è un attore francese, considerato l'interprete feticcio del regista Jean-Pierre Jeunet.

## Biografia
Dopo la laurea in lettere a Poitiers, recita nel cortometraggio La découverte (1980) di Arthur Joffé, quindi debutta al cinema con un importante ruolo nel film Diva (1981) di Jean-Jacques Beineix, dando un'impronta da caratterista ad ogni suo personaggio. Grazie al suo peculiare aspetto fisico e alle particolari doti di interprete, al suo secondo film, Il ritorno di Martin Guerre (1982), ottiene la candidatura al Premio César per la migliore promessa maschile. Durante gli anni ottanta prende parte a diversi altri film come La leggenda del santo bevitore di Ermanno Olmi e Frantic di Roman Polański, entrambi del 1988.
Nei primi anni novanta inizia un lungo sodalizio artistico con il regista Jean-Pierre Jeunet che gli affida ruoli in tutti i suoi film: il primo è Delicatessen (1991), al quale seguono La città perduta (1995) e Alien - La clonazione (1997); con Il favoloso mondo di Amélie (2001) il volto di Pinon diventa definitivamente associato all'opera di Jeunet. Impegnato anche in ambito teatrale, nel 2004 Pinon vince il Premio Molière per il migliore attore.

## Filmografia parziale

### Cinema
- Diva, regia di Jean-Jacques Beineix (1981)
- Il ritorno di Martin Guerre (Le Retour de Martin Guerre), regia di Daniel Vigne (1982)
- Lo specchio del desiderio (La Lune dans le caniveau), regia di Jean-Jacques Beineix (1983)
- Tornare per rivivere (Partir, revenir), regia di Claude Lelouch (1985)
- Frantic, regia di Roman Polański (1988)
- La leggenda del santo bevitore, regia di Ermanno Olmi (1988)
- In viaggio con Alberto (Alberto Express), regia di Arthur Joffé (1990)
- Delicatessen, regia di Marc Caro, Jean-Pierre Jeunet (1991)
- La città perduta (La Cité des enfants perdus), regia di Marc Caro, Jean-Pierre Jeunet (1995)
- Alien - La clonazione (Alien: Resurrection), regia di Jean-Pierre Jeunet (1997)
- Come un pesce fuor d'acqua (Comme un poisson hors de l'eau), regia di Hervé Hadmar (1999)
- Il favoloso mondo di Amélie (Le Fabuleux destin d'Amélie Poulain), regia di Jean-Pierre Jeunet (2001)
- Il ricordo di belle cose (Se souvenir des belles choses), regia di Zabou Breitman (2002)
- Il segreto di Thomas (Entrusted), regia di Giacomo Battiato (2003) - film TV
- Spia + spia - 2 superagenti armati fino ai denti (La gran aventura de Mortadelo y Filemón), regia di Javier Fesser (2003)
- Vendette di famiglia (Bienvenue chez les Rozes), regia di Francis Palluau (2003)
- Il ponte di San Luis Rey (The Bridge of San Luis Rey), regia di Mary McGuckian (2004)
- Una lunga domenica di passioni (Un Long dimanche de fiançailles), regia di Jean-Pierre Jeunet (2004)
- Roman de gare, regia di Claude Lelouch (2006)
- Dante 01, regia di Marc Caro (2008)
- Oxford Murders - Teorema di un delitto (The Oxford Murders), regia di Álex de la Iglesia (2008)
- L'esplosivo piano di Bazil (Micmacs à tire-larigot), regia di Jean-Pierre Jeunet (2009)
- Lo straordinario viaggio di T.S. Spivet (The Young and Prodigious Spivet), regia di Jean-Pierre Jeunet (2013)
- My Old Lady, regia di Israel Horovitz (2014)
- Quello che non so di lei (D'après une histoire vraie), regia di Roman Polański (2017)
- Zanna Bianca (Croc-Blanc), regia di Alexandre Espigares (2018) - voce
- Sulle ali dell'avventura (Donne-moi des ailes), regia di Nicolas Vanier (2019)
- Bigbug, regia di Jean-Pierre Jeunet (2022)
- Finalement - Storia di una tromba che si innamora di un pianoforte (Finalement), regia di Claude Lelouch (2024)

### Televisione
- Cassandre – serie TV (2015-in corso)
- Outlander – serie TV, 6 episodi (2016-2025)
- Versailles – serie TV, episodi 3x02-3x03 (2018)
- L'isola delle trenta bare (L'île aux 30 cercueils), regia di Frédéric Mermoud – miniserie TV (2022)
- The Walking Dead: Daryl Dixon – serie TV, episodi 1x03-1x04 (2023)

## Doppiatori italiani
Nelle versioni in italiano delle opere in cui ha recitato, Dominique Pinon è stato doppiato da:
- Luca Dal Fabbro ne Una lunga domenica di passioni, Dante 01, Sulle ali dell'avventura
- Massimo Wertmüller ne Il favoloso mondo di Amélie, L'esplosivo piano di Bazil
- Oreste Lionello in Delicatessen
- Piero Tiberi ne La città perduta
- Fabio Boccanera in Alien - La clonazione
- Riccardo Rovatti ne Lo straordinario viaggio di T.S. Spivet
- Roberto Accornero in Cassandre
- Dario Penne in Outlander
- Carlo Valli in Quello che non so di lei
- Riccardo Polizzy Carbonelli in Finalement - Storia di una tromba che si innamora di un pianoforte

Da doppiatore è sostituito da: 
- Franco Mannella in Zanna Bianca